# Parepilysta mindoroensis
Parepilysta mindoroensis är en skalbaggsart som beskrevs av Stefan von Breuning 1947. Parepilysta mindoroensis ingår i släktet Parepilysta och familjen långhorningar.
Artens utbredningsområde är Filippinerna. Inga underarter finns listade i Catalogue of Life.